# Castelo de Cargill

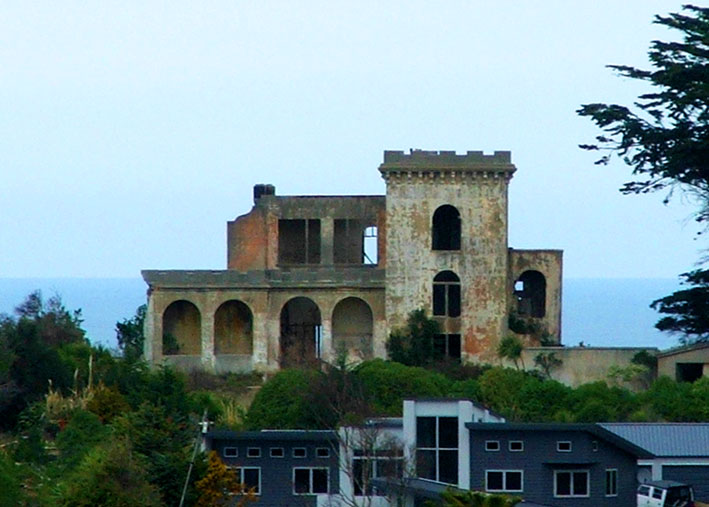
As ruínas do Castelo de Cargill.

O Castelo de Cargill (inglês: Cargill's Castle) é um castelo em ruínas na cidade de Dunedin, Nova Zelândia. É um dos dois únicos castelos da Nova Zelândia, sendo que o outro é o vizinho Castelo de Larnach. O castelo é na verdade uma mansão, mandada construir para Edward Cargill, em finais do século XIX, que lhe chamou The Cliffs. Desenhado pelo arquitecto neozelandês Francis Petre, e construído por Harry Lyders, teve um custo de £14,000, e foi completado em 1877. Quando em 1892 o castelo sofreu um incêndio, Cargill restaurou o edifício, mas não pôde suportar os custos da restauração da mobília de madeira, embora tenho adicionado uma sala de baile ao castelo. O castelo teve vários donos após a morte de Cargill, em 1903, e foi aberto um restaurante e um cabaret nos anos 30 por John Hutton. Já foram feitos planos para restaurar o edifício à sua antiga glória, mas nenhum deles se concretizou.